# Robertson Stadium
Le John O'Quinn Field at Corbin J. Robertson Stadium, ou plus simplement le Robertson Stadium, était un stade multifonction situé à Houston dans l'État du Texas. Situé sur le campus de l'Université de Houston, ce stade fut la propriété de cette université depuis 1970.
Il accueillit les matchs de soccer du Houston Dynamo de 2006 à 2012 et de football américain du Houston Cougars. Il a aussi accueilli les matchs de l'ancienne équipe de football américain des Houston Oilers. En 2006, le state comptait 32 000 places.

## Histoire

### Construction

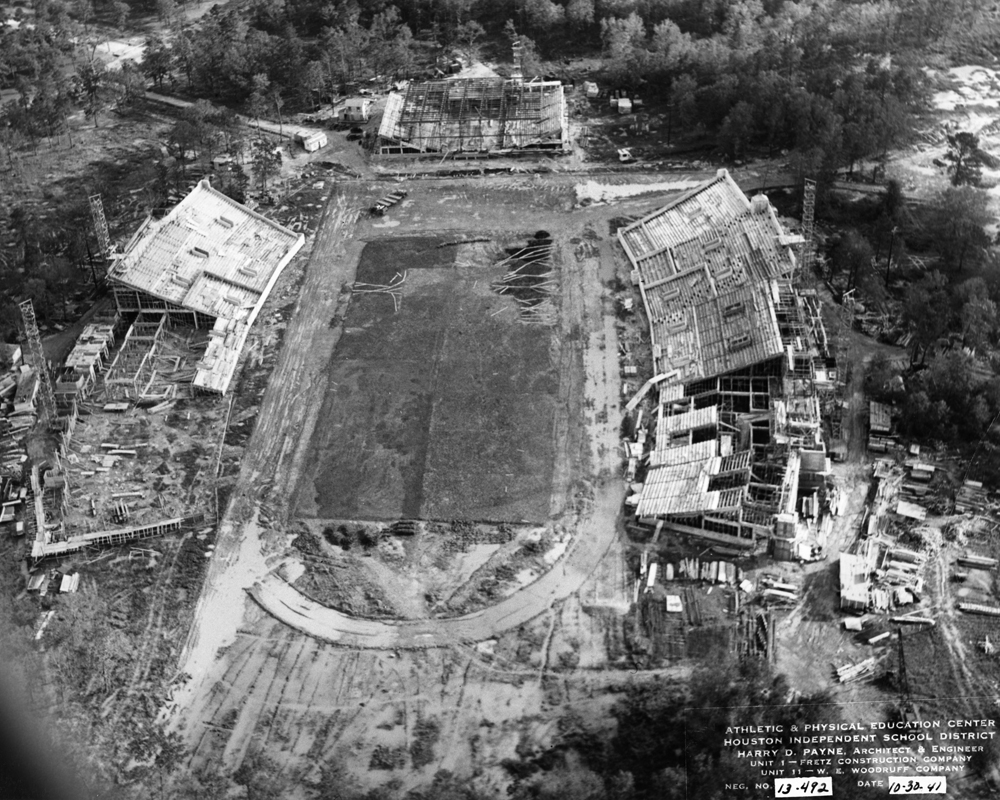
Construction du Robertson Stadium et du gymnase Jeppesen en 1941

En mars 1940, le district de l'école de Houston (Houston Independent School District (HISD)) achète le site sur lequel le stade a été construit pour $75,550.16.
Nommé le "Houston Public School Stadium", il a été terminé en 1942 et avait une capacité de 20 500 places.
Le Public School Fieldhouse (connu plus tard sous le nom du gymnase Jeppesen) est un gymnase, construit en même temps et à proximité du stade.
Le premier match a eu lieu le 18 septembre 1942 opposant le lycée de Lamar (Houston) et le lycée de W. H. Adamson (Dallas).

### Début

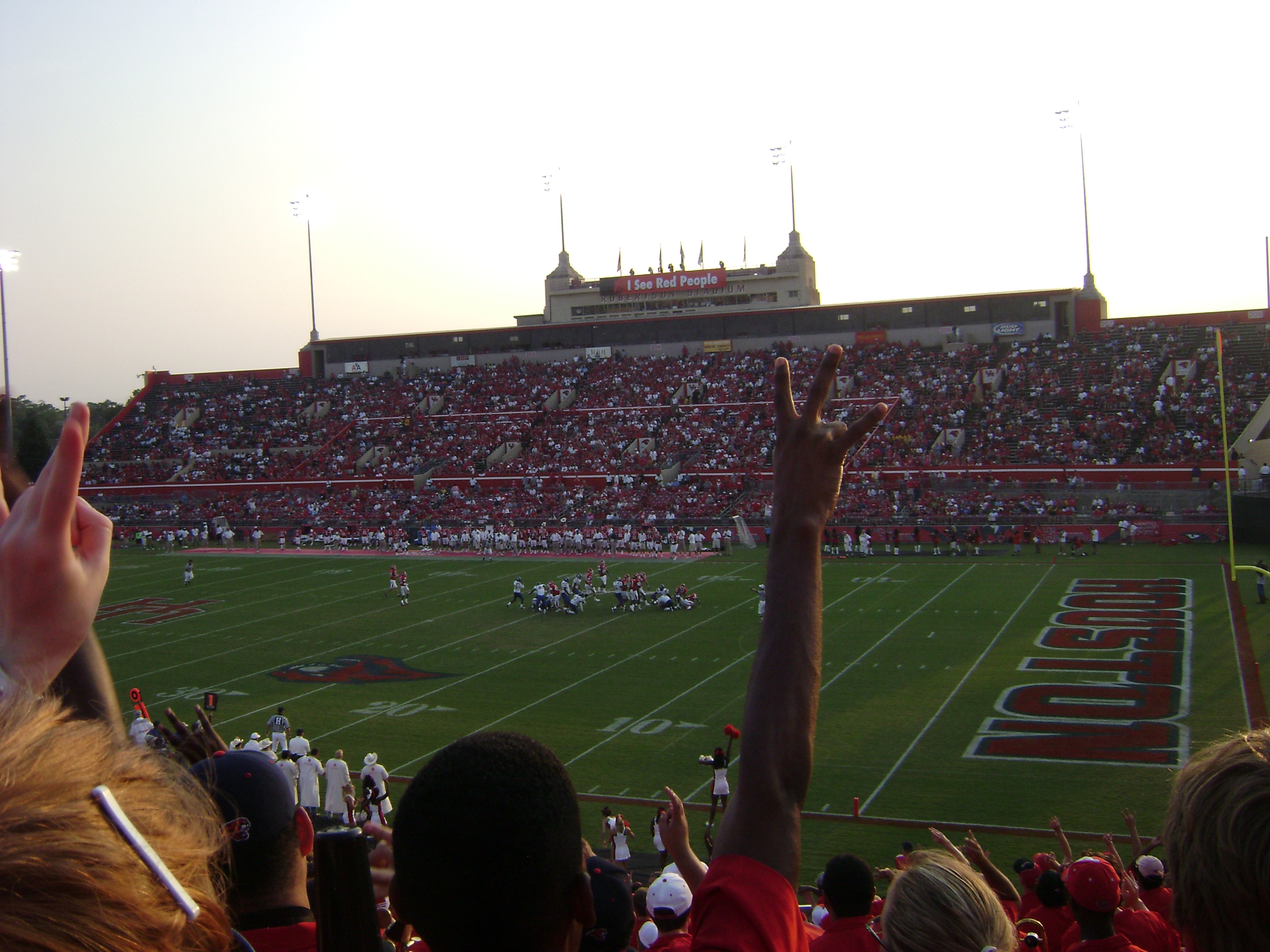
Vue de la tribune gauche du stade pendant un match.

Le stade a accueilli les matchs de football américain des Houston Cougars dès 1946.
L'université de Houson continua à organiser ses matchs de 1946 à 1950 avant de se déplacer au Houston Stadium en 1951 puis à l'Astrodome en 1965.
En 1958, le stade a été renommé le "Jeppesen Stadium" en l'honneur d'Holger Jeppesen, qui avait beaucoup œuvré à sa construction.
En 1960, les Houston Oilers commença à jouer ses matchs au Robertson Stadium. L'équipe, appartenant à Bud Adams, un riche magnat du pétrole de Houston, fit rénover le stade. Elle fit porter la capacité du stade à 36 000 places. Les Oilers resta au Robertson Stadium jusqu'en 1964 avant de bouger au Rice Stadium.
En 1966, l'université de Houston entreprit d'acquérir le stade.

### Rénovation et utilisation moderne
En 1970, Corbin J. Robertson, entreprit de faire rénover le stade et parallèlement, l'université de Houston l'acheta pour 6,8 million $ USD.
En 1980, le stade a été renommé le Robertson Stadium en son honneur.

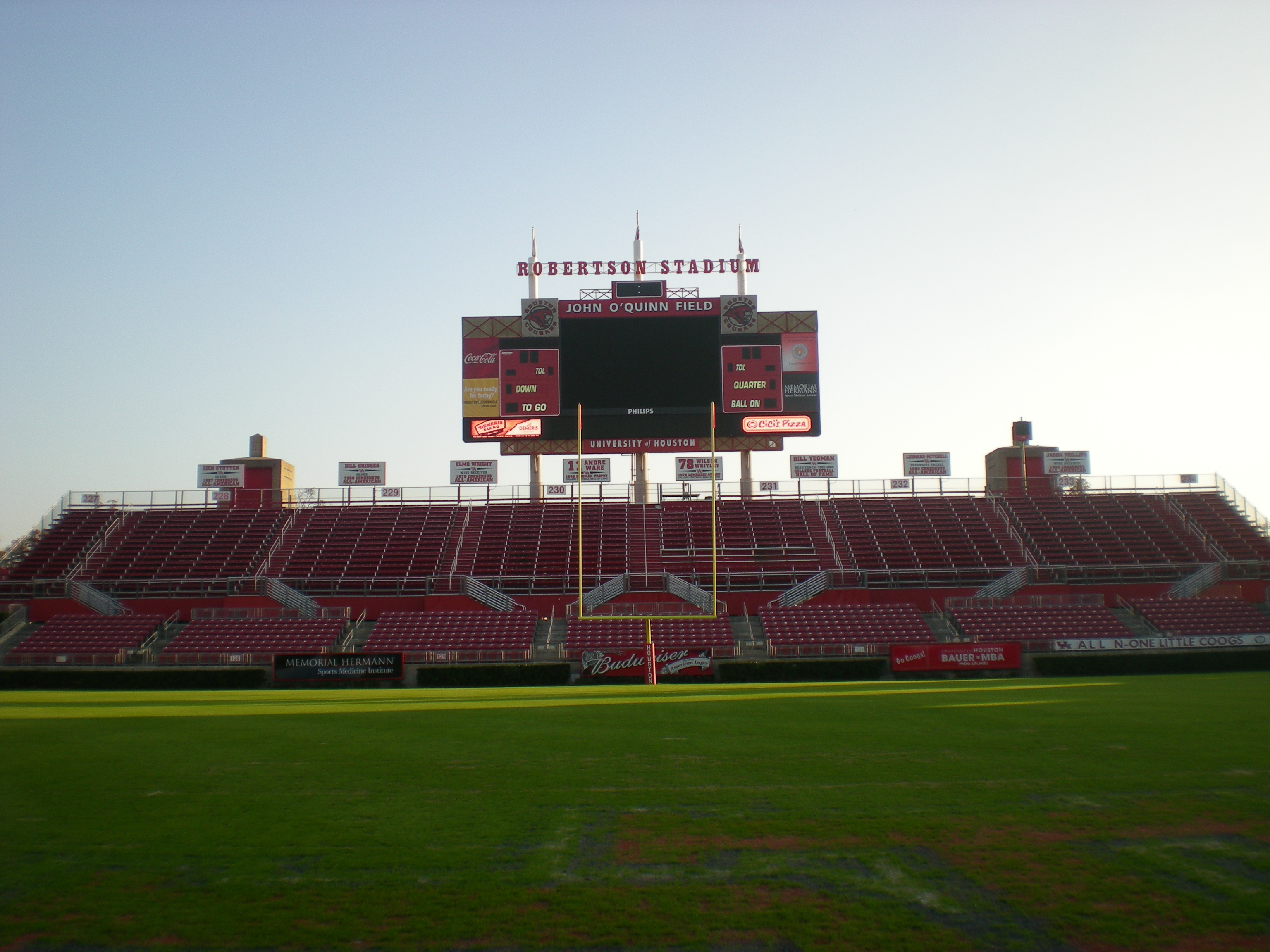
L'écran géant et le tableau de score du Robertson Stadium

Au début de la saison 1994, les Houston Cougars disputa ses matchs soit à l'Astrodome, soit au Robertson Stadium avant de définitivement quitter le stade pour l'Astrodome en 1998. En 1996, le gymnase Jeppesen, mal entretenu et vétuste, a été démoli pour laisser la place à la construction d'un nouveau tableau de score.
Le stade a de nouveau été aménagé en 1999 pour pouvoir organiser les matchs de football américain de la ligue NCAA. La surface du terrain a été réduite de 2,74 mètres (9 pieds) et la piste d'athlétisme supprimée pour faciliter la construction de nouvelles places. Un total de 20 suites a alors été construites sur les bords du terrain.
De nouveau, le stade changea de nom et prit son nom actuel, le John O'Quinn Field at Corbin J. Robertson Stadium en hommage à l'avocat John O'Quinn, qui participa au financement des aménagements.
De lourds travaux ont été faits en 2006, à la suite d'une donation de 1,7 million $ de la part du Houston Dynamo pour pouvoir y disputer ses matchs.
L'éclairage a été amélioré ainsi que le tableau de score et un écran géant a été construit.

Panorama du stade